# Максимов, Александр Александрович (генерал)
Александр Александрович Максимов (29 августа 1923 года — 12 октября 1990 года) — советский военный деятель, генерал-полковник, участник Великой Отечественной войны, Герой Социалистического Труда (13.07.1984), лауреат Государственной премии СССР, лауреат Ленинской премии.

## Биография
Родился 29 августа 1923 года в Москве. Окончил 7 классов школы, а в 1941 году — 4-ю Московскую специальную артиллерийскую школу.
В Красной Армии с июня 1941 года. Прошёл ускоренный курс обучения в Ленинградском артиллерийско-техническом училище.
В марте 1942 года направлен в действующую армию на фронт Великой Отечественной войны. Воевал в 441-м истребительно-противотанковом артиллерийском полку (26-я армия, Карельский фронт). Занимал ряд должностей, в том числе начальника полковой артиллерийской мастерской, а  последняя должность — начальник артиллерийского снабжения полка. Участвовал в Свирско-Петрозаводской наступательной операции, после завершения которой полк убыл на 3-й Белорусский фронт и там принимал участие в Восточно-Прусской наступательной операции. Был ранен. Окончил войну в звании капитана.
После войны продолжил службу в ВС СССР. В 1952 году окончил Военную академию имени Дзержинского.
Работал в Отдельном конструкторском бюро № 1 (ракетной техники), затем в аппарате Главного артиллерийского управления МО СССР.
Был переведён в Главное управление РВСН. Участвовал в разработке и испытаниях баллистических ракет, в том числе и ракеты Р-7.
Активно участвовал в запуске первого искусственного спутника Земли, а затем и в запуске первого космонавта, был секретарём Государственной комиссии по этому вопросу. Также являлся членом Государственной комиссии по приёму на вооружение стратегических ракет.
Занимал пост начальника отдела ракет-носителей Главного управления ракетного вооружения РВСН, затем был начальником Центра по разработке космического вооружения, на этих постах занимался серьёзными вопросами, касающимися обороны государства и модернизации ракетного вооружения СССР.
В 1970 году занял должность заместителя начальника Главного управления космических средств РВСН, затем стал первым заместителем начальника.
В 1979 году назначен на должность начальника Главного управления космических средств РВСН.
Указом Президиума Верховного Совета СССР от 13 июля 1984 года за создание и освоение новейшей боевой техники Максимову было присвоено звание Героя Социалистического Труда.
С 1986 года — начальник Главного управления Космических средств МО СССР. Проводил большую работу по созданию и усовершенствованию новейшей военной техники. С 1987 года — кандидат технических наук

Могила А. А. Максимова на Кунцевском кладбище Москвы

С 1989 года в запасе. Работал заместителем директора Центрального научно-исследовательского института машиностроения.
Умер 12 октября 1990 года в Москве. Похоронен на Кунцевском кладбище.

## Награды
- Медаль «Серп и Молот» Героя Социалистического Труда (1984)
- 2 ордена Ленина (1976, 1984)
- Орден Трудового Красного Знамени (1969)
- Орден Отечественной войны I степени (1985)
- 4 ордена Красной Звезды (1945, 1956, 1957, 1961)
- Медаль «За боевые заслуги»
- Медаль «За взятие Кёнигсберга»
- другие медали
- Ленинская премия (1979)
- Государственная премия СССР (1968)
- Почётный гражданин города Байконура (1988)

## Память

Памятник А. А. Максимову в городе Байконуре

- Имя носят филиал Государственного космического научно-производственного центра имени Хруничева — Научно-исследовательский институт космических систем, улица в городе Байконуре, а также площадь в городе Краснознаменске.
- На здании штаба Главного испытательного центра установлена мемориальная доска.
- Памятники Максимову установлены в городе Байконуре и на территории Главного испытательного космического центра в Краснознаменске.